# Horatosphaga kirbyi
Horatosphaga kirbyi är en insektsart som först beskrevs av Griffini 1912.  Horatosphaga kirbyi ingår i släktet Horatosphaga och familjen vårtbitare. Inga underarter finns listade i Catalogue of Life.